# 直林不退
直林 不退（なおばやし ふたい、1958年12月28日 - ）は、群馬県生まれの仏教学者、歴史学者。滋賀県大津市の浄土真宗本願寺派淨宗寺住職。文学博士。

## 略歴
- 1958年 - 群馬県桐生市出生。旧名は平野修一。
- 1981年 - 浄土真宗本願寺派（西本願寺）にて得度。法名・不退。
- 1987年 - 龍谷大学大学院文学研究科博士課程単位取得。
- 1988年 - 直林に改姓、淨宗寺住職となる。この間、龍谷大学・佛教大学・花園大学などの非常勤講師を歴任。
- 2007年 - 節談説教研究会副会長。
- 2010年 - 花園大学より文学博士の学位を受く。
- 2011年 - 相愛大学准教授。（～2013年)
- 2013年 - 相愛大学教授。（～2015年）
- 2015年 - 相愛大学客員教授。（～2025年）

## 著書
- 『日本古代仏教制度史研究』（永田文昌堂 1988）
- 『大津浄土真宗寺院史』（永田文昌堂 2004）
- 『節談椿原流の説教者・野世渓真了和上芳躅』（永田文昌堂 2007）
- 『日本三学受容史研究』（永田文昌堂 2012）
- 『名人木村徹量の継承者 神田唯憲の節談』（節談説教研究会 2014）
- 『親鸞聖人の歴史像』（淨宗寺 2016）
- 『構築された仏教思想 妙好人 日暮しに中にほとばしる真実』（佼成出版社 2019）
- 『CD 範淨文雄説教集』（国書刊行会 2011・解説）
- 『CD 亀田千巌説教集』（国書刊行会 2015・構成）
- 『DVD 節談説教 報恩講 廣陵兼純師』（方丈堂出版 2008・解説）
- 『DVD 節談説教 浄土真宗護法録 松島法城師』（方丈堂出版 2009・解説）
- 『DVD 聖徳太子御絵伝御絵解 長谷川慶順師』（方丈堂出版 2009・解説）
- 『DVD 節談説教 正信偈 廣陵兼純師 杉本光昭師』（方丈堂出版 2010・解説）
- 『布教技法としての節談』（永田文昌堂 2020）
- 『学佛・仏の大悲心を学ぶ』（永田文昌堂 2022）